# ألبرت كير
ألبرت كير هو لاعب هوكي الجليد كندي، ولد في 19 يونيو 1888 في بروكفيل في كندا، وتوفي في 17 سبتمبر 1941.

## وصلات خارجية
- ألبرت كير على موقع HockeyDB.com (الإنجليزية)